# Abel van Reims

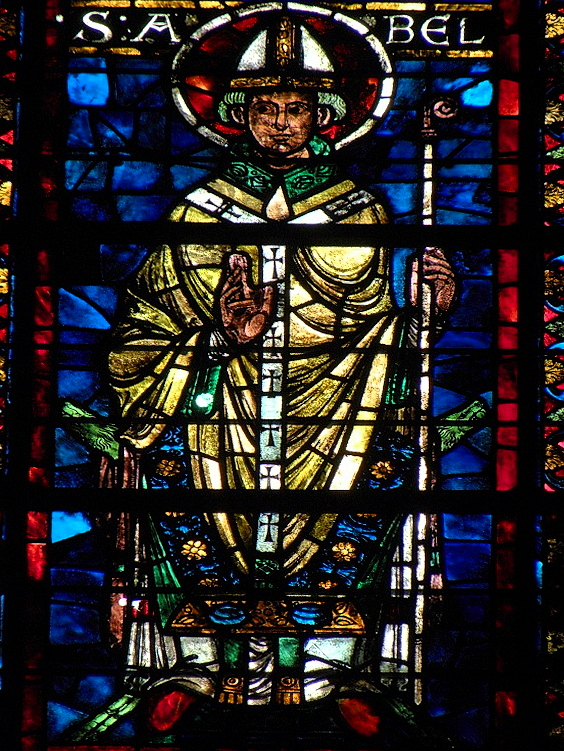
Glas in lood van Abel van Reims in de basiliek Saint-Rémi de Reims

De heilige Abel ( - omstreeks 5 augustus 764) was waarschijnlijk van Schotse afkomst en vergezelde Sint-Bonifatius bij zijn kerstening van Friesland.
Bonifatius stelde tijdens het concilie van Soissons in maart 744 Abel tot bisschop van Reims aan als opvolger van Milo van Trier die was afgezet. Paus Zacharias weigerde, ondanks de aanbevelingen van zowel hofmeier Carloman als van Pepijn de Korte, om het pallium aan Abel te geven. Abel werd als bisschop van Reims door Milo tegengewerkt, bood in 748 zijn ontslag aan, trok zich terug in de Abdij van Lobbes en werd er monnik. Hij werd daar nadien abt en stierf er in 764.
Het lichaam van Abel werd samen met dat van Ursmarus en Erminus in 1408 of 1409 van Lobbes naar Binche overgebracht. De graftombe bevindt zich in de crypte van de Sint-Ursmaruskerk te Lobbes.
Zijn feestdag is op 5 augustus. Er bevindt zich in de Abdij van Saint-Remi in Reims een vensterraam  met glas in lood met de afbeelding van de heilige Abel.
- Gemeinsame Normdatei: 138529086
- Virtual International Authority File: 90812234